# Carro funebre

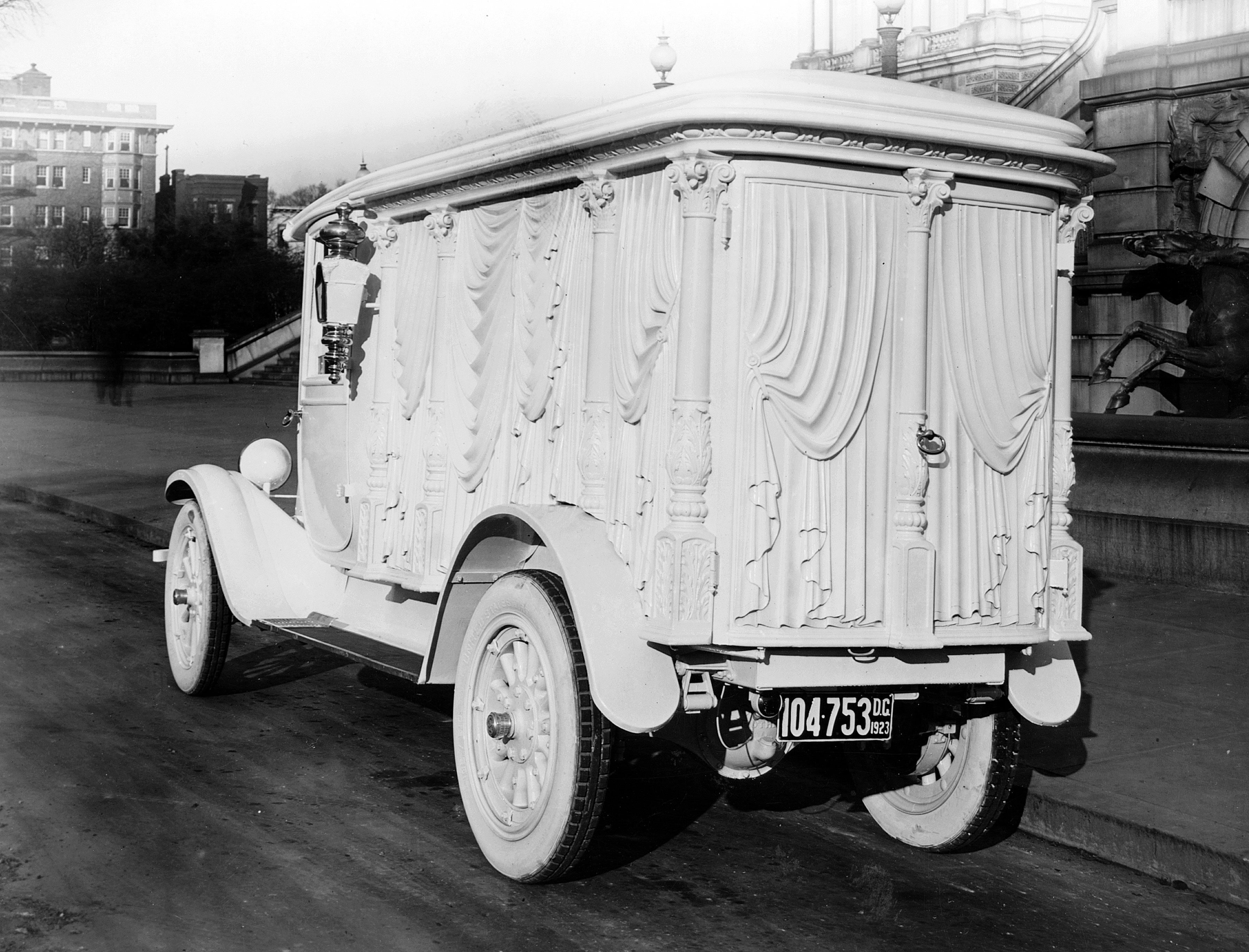
Un autofunebre degli anni venti.

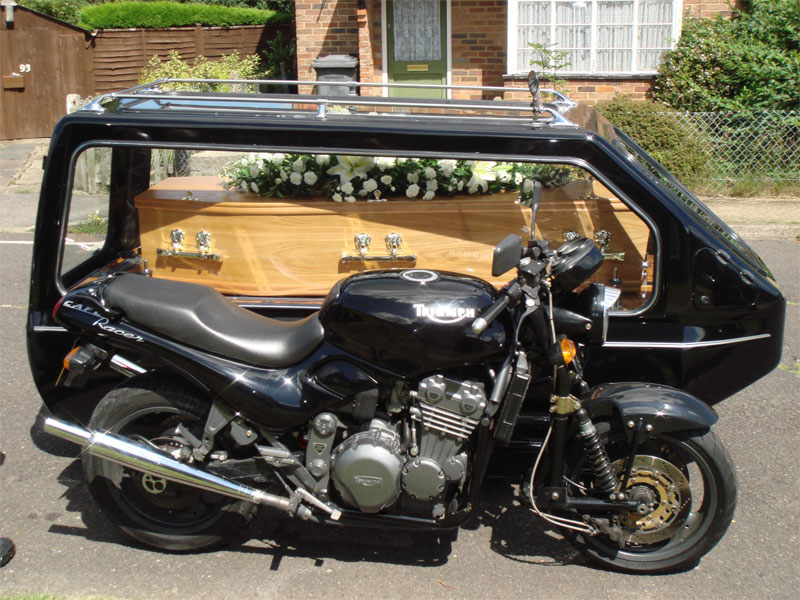
Un motofunebre

Il carro funebre, anche detto carro da morto, è un veicolo a trazione animale destinato al trasporto dei feretri. 
L'autofunebre è invece una autovettura appositamente attrezzata per i trasporti funebri. Un altro veicolo a motore per il trasporto funebre è la motofunebre, particolare mezzo ricavato da una motocicletta.

## Storia
In molti paesi d'Europa il carro funebre costituì il principale mezzo di trasporto dei feretri. A partire dagli anni venti l'autofunebre iniziò gradatamente a diffondersi e, con il secondo dopoguerra, sostituì quasi del tutto i veicoli a trazione animale grazie anche alla riconversione per usi civili delle numerose autoambulanze militari dismesse. Tuttavia, nel linguaggio comune, le autofunebri vengono generalmente, anche se impropriamente, definite carri funebri. 
In alcune zone il veicolo tradizionale, spesso trainato da quadrighe di cavalli neri, è ancora in uso per cortei funebri di grande importanza o ai quali si voglia conferire un particolare prestigio o elevata visibilità.

## Struttura dell'autofunebre

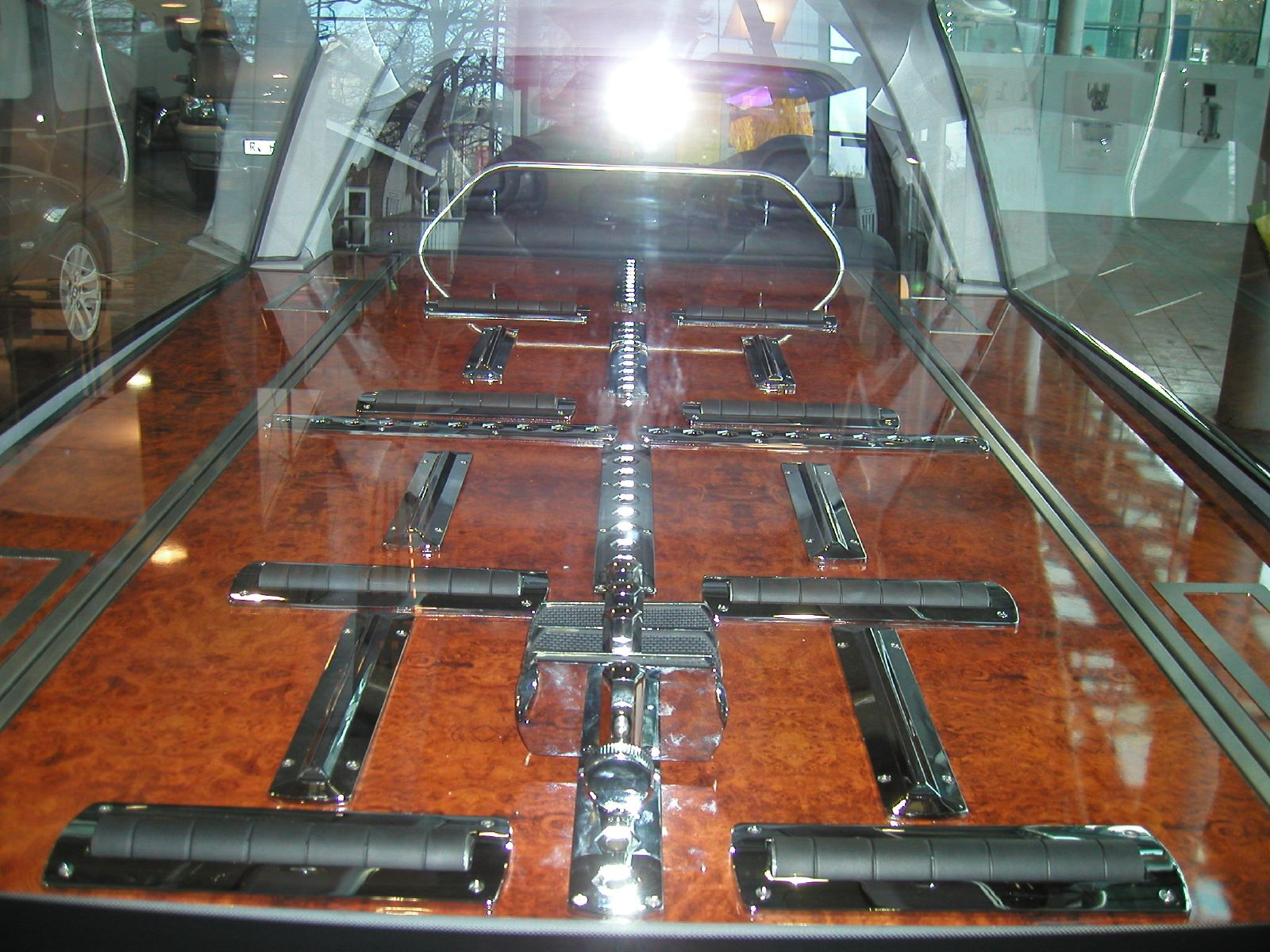
Parte posteriore di un'autofunebre

La più diffusa tipologia di autofunebre è dotata di un telaio allungato tipo giardinetta, in modo da poter contenere comodamente in un compartimento separato dal resto della vettura il feretro e le eventuali decorazioni floreali che lo accompagnano. Apposite guide metalliche di solito permettono di assicurare la stabilità della bara durante il trasporto e di facilitarne lo scivolamento all'interno del veicolo e la successiva estrazione dallo stesso. La parte posteriore può essere totalmente vetrata, cosa che se i finestrini non sono polarizzati consente la visione del feretro dall'esterno, oppure chiusa da un rivestimento metallico. La cabina anteriore della vettura consente in genere di ospitare l'autista e un accompagnatore (o talvolta quattro) del defunto. 
Autofunebri equipaggiate con campane, sirene o luci di vario tipo sono diffuse in vari paesi del mondo. Questi accessori vengono utilizzati allo scopo di dare una maggiore solennità al trasporto funebre.